# Satō Tsugunobu
Satō Tsugunobu (佐藤 継信, 1158 – 22 mars 1185) est un guerrier japonais de l'époque de Heian, frère de Satō Tadanobu. Tsugunobu meurt tandis qu'il protège Minamoto Yoshitsune d'une flèche lancée par Taira no Noritsune en s'interposant à cheval entre Yoshitsune et Noritsune. Tsugunobu est enterré à Mure par Taira no Noritsune lui-même.
Tsugunobu est mentionné dans le Hagakure dans le passage relatif aux valeurs martiales.

## Source de la traduction
- (en) Cet article est partiellement ou en totalité issu de l’article de Wikipédia en anglais intitulé « Satō Tsugunobu » (voir la liste des auteurs).